# 特鲁埃尔体育俱乐部
特鲁埃尔竞技俱乐部（CD Teruel），是西班牙阿拉贡自治区特鲁埃尔市的一个足球俱乐部，成立于1946年。